# شانتال دی ریدر
شانتال دی ریدر (انگلیسی: Chantal de Ridder؛ زادهٔ ۱۹ ژانویهٔ ۱۹۸۹) بازیکن فوتبال اهل پادشاهی هلند است.
از باشگاه‌هایی که در آن بازی کرده‌است می‌توان به باشگاه فوتبال ۱.اف‌اف‌سی توربین پوتسدام اشاره کرد.
وی همچنین در تیم ملی فوتبال زنان هلند بازی کرده‌است.